# Jüdischer Friedhof (Hohensolms)

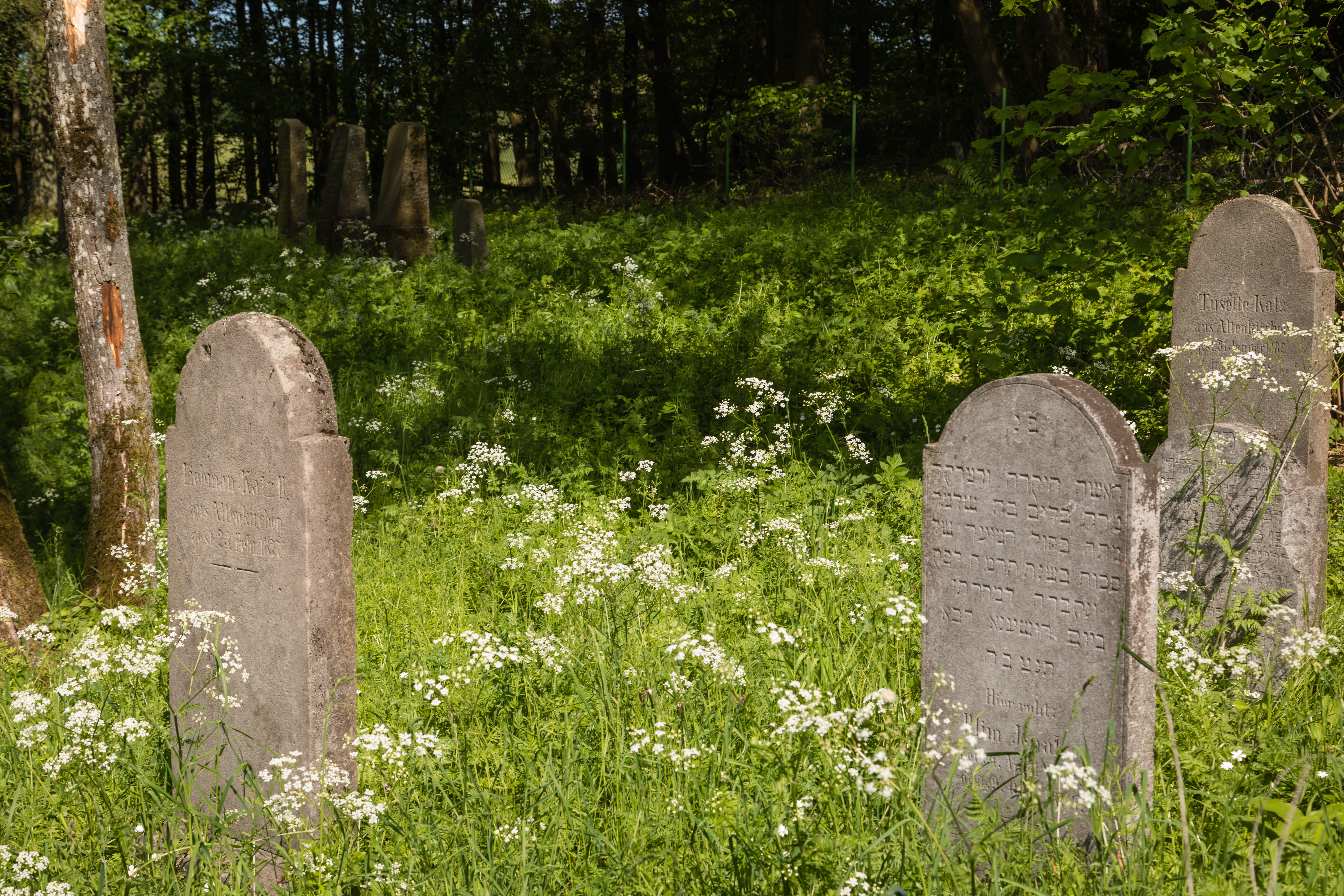

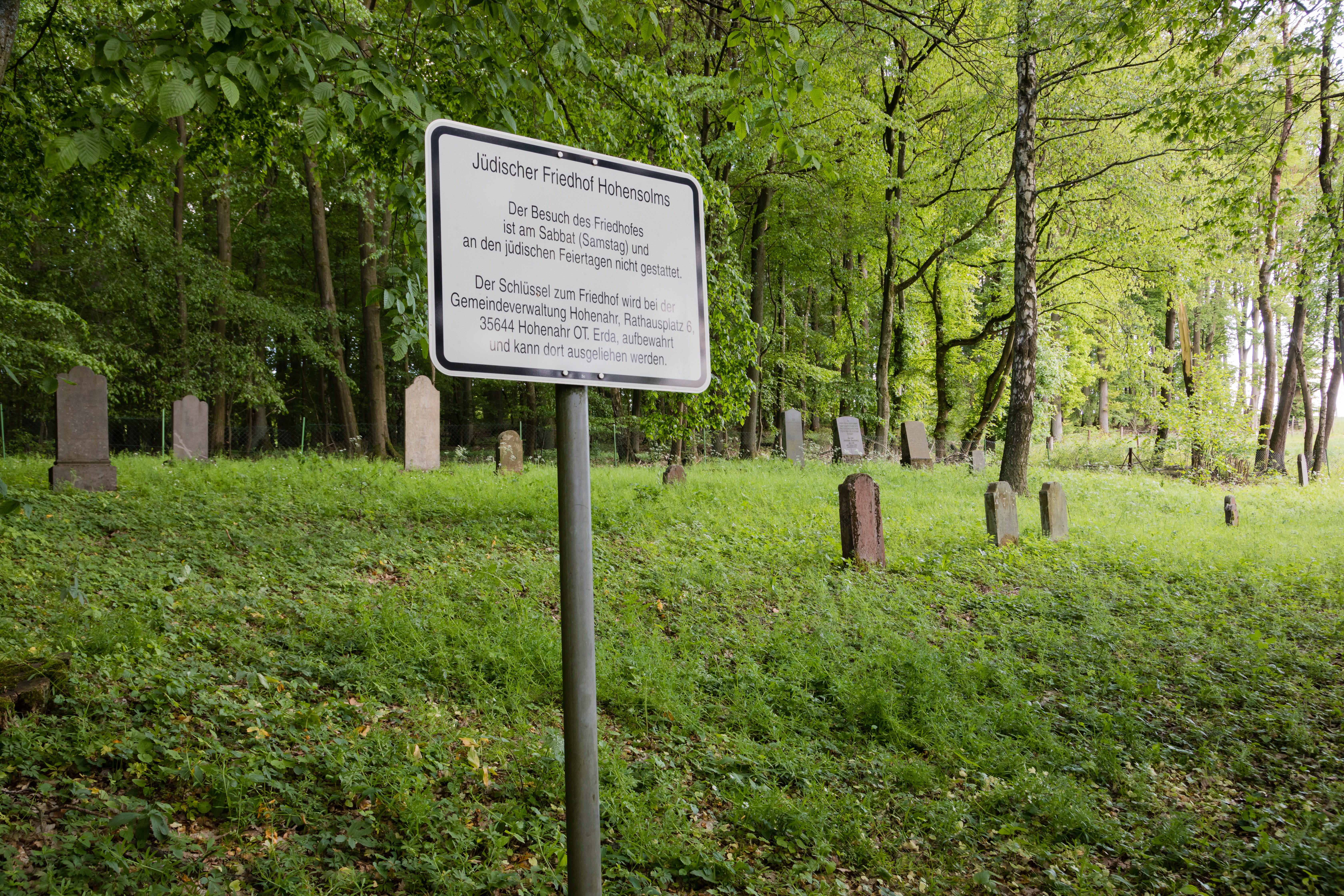

Der Jüdische Friedhof Hohensolms in Hohensolms, einem Ortsteil der Gemeinde Hohenahr im mittelhessischen Lahn-Dill-Kreis in Hessen, befindet sich weit abgelegen im Süden der Gemeindegemarkung im Flurstück mit dem historischen Flurnamen Am Judenkirchhof.

## Beschreibung
Der jüdische Friedhof Hohensolms wurde nachweisbar vom 18. Jahrhundert bis ins Jahr 1927 als Begräbnisstätte genutzt. Der älteste erhaltene Grabstein stammt aus dem Jahr 1773. Eine frühere Belegung ist jedoch wahrscheinlich, da schon im 17. Jahrhundert jüdische Einwohner in Hohensolms belegt sind. Der Friedhof diente allerdings nicht nur den Juden aus Hohensolms, sondern auch aus Altenkirchen und Erda als Beisetzungsort. 
Das Areal des Friedhofs besteht aus einer weitgehend rechteckigen Parzelle, welche relativ weit abgelegen südlich des Orts Hohensolms angelegt wurde. Der Friedhof liegt heute in einem kleinen Waldstück, welches mit hohen Bäumen bewachsen ist. Ein kleiner Bach fließt in einem kleinen Tal an seiner nordwestlichen Außenseite entlang. Die Erreichbarkeit ist durch eine Überführung direkt an der Abzweigung des von Hohensolms verlaufenden Feldwegs über den Bach gegeben. Es bestehen 24 vollständig erhaltene Grabsteine mit weiteren Grabeinfassungen und Sockeln. 
Die Friedhofsfläche umfasst 7,87 Ar und ist im Denkmalverzeichnis des Landesamts für Denkmalpflege Hessen als Kulturdenkmal aus geschichtlichen Gründen eingetragen.